# حسني حداد
حسني حداد (4 يناير 1923 – 14 مايو 1998) واسمه عند الولادة حسن حداد، عالم آثار ومفكر أمريكي من أصل سوري، ولد في قرية برشين في محافظة حماة في سوريا، حصل على الثانوية العامة في المدرسة الأميركية، وانتسب إلى جامعة شيكاغو واختار «التاريخ القديم في منطقة الهلال الخصيب» وتخصص في دراسة وثائق رأس شمرا وتعلم اللغات الأوغاريتية والأكادية والعبرية ودرس علم الآثار وكانت أطروحته لنيل الدكتوراه بعنوان «إله العواصف السوري القديم بعل» لكونه يمثل استمرارية الاساطير السورية القديمة والفكر الديني المسيحي والإسلامي. وبذلك حصل على الدكتوراه عام 1960.

## عمله
عمل في كثير من الجامعات وصولاً إلى جامعة سان زافير بشيكاغو حيث تولى فيها رئاسة قسم العلوم التاريخية والسياسية، كان أول رئيس لمنظمة الطلبة العرب وكان أحد مؤسسي رابطة الخريجين العرب في الولايات المتحدة، وعضو في لجنة الدفاع عن حقوق الشعب الفلسطيني.
ونشر بعض المقالات التاريخية والسياسية وبعض الأبحاث وفي عام 1973 قام بنشر كتاب «موقف المؤرخين الغربيين من تاريخ الشرق الأوسط»، وأصدر كتاباً عن تاريخ العالم العربي ليدرّس في كليات ومدارس الولايات المتحدة وكتب مقالات عديدة عن التأثير الديني على مجرى السياسة الخارجية الأميركية والصهيونية الميسحية، وصدر له في عام 1948 كتاباً بالاشتراك مع صديقه القس البروتستانتي دونالد واغنر عضو لجنة الدفاع عن حقوق الشعب الفلسطيني تحت عنوان: «كل شيء يفعلونه باسم التوراة».

## من مؤلفاته
- في الموسيقى السورية.
- أساطير الخصب القديمة والمعتقدات الشعبية في سورية.
- بعل حدد – الذهنية والمعتقد والطقوس.
- شارك في «كتاب العالم العربي»، باللغة الإنجليزية، لبشير نجم.[1]
- ساهم في كتاب «سياسة الكنيسة الأمريكية والشرق الأوسط»، باللغة الإنجليزية، لبشير نجم.[1]